# Andreas Beck (futbolista)
|  | :Aquest article tracta sobre el Andreas Beck futbolista, pel tennista vegeu Andreas Beck (tennista) |

Andreas Beck (Kemerovo,13 de març de 1987) és un futbolista alemany ja retirat que jugava com a defensa.